# BBC Троя
«Троя» — документальный сериал, состоящий из 6 частей, созданный телестудией Би-би-си, написанный и представленный Майклом Вудом, впервые вышедший на экраны в 1985 году на BBC Two. Он исследует степень, в которой исторические и археологические свидетельства соответствуют рассказу о Троянской войне Гомера в «Илиаде».
Терри Олдфилд и Дэвид Пэш написали оригинальную музыкальную партитуру.

## История создания
«Троя» стала продолжением первого большого успешно транслированного сериала Майкла Вуда — документального фильма «В поисках тёмных веков», который Би-би-си выпустила в эфир в период с 1979 по 1981 год.
Суть нового сериала заключалась в расширении успешного формата восьми программ первого сериала так, чтобы вместо поиска одного исторического персонажа в каждом эпизоде все шесть серий раскрывали правдоподобную историю за одной исторической фигурой — Еленой Прекрасной.
Вуд сравнивает, в какой степени исторические и археологические свидетельства соответствуют рассказу о Троянской войне.
Многие города, носящие имя Троя, появлялись и исчезали в исторической летописи Малой Азии. Майкл Вуд ищет доказательства для каждого из них и анализирует, соответствуют ли детали истории Гомера о городе.
Мотив Майкла Вуда состоял в поиске легенды: персонаж, глубоко укоренившийся в коллективной памяти своей аудитории, каким был король Артур в ранних сериях; он искал Елену, лицо, которое запустило тысячу кораблей, хотя, как он сам отмечает, в археологических данных не осталось следов романтики.

## Эпизоды
Видео доступно на YouTube с января 2017 г.
- 24.02.1985 Эпизод 1: «Время героев»[3] рассказывает историю Троянской войны и знакомит с творчеством Генриха Шлимана.
- 03.03.1985 Эпизод 2: «Проверка легенды» исследует работу последователей Шлимана: Вильгельма Дёрпфельда, Артура Эванса и Карла Блегена.
- 10.03.1985 Эпизод 3: «Древние сказители» рассуждает о Гомере и традициях бардов.
- 17.03.1985 Эпизод 4: «Женщины Трои».
- 24.03.1985 Эпизод 5: «Империя хеттов».
- 31.03.1985 Эпизод 6: «Падение Трои».

## Книга
Вуд также написал книгу, основанную на сериале. Ч. Брайан Роуз считал издание 1996 года «лучшим из всех описаний Троянской войны на английском языке». Издание 1998 года включает новую заключительную главу, в которой учтены последние события в исследованиях Трои.